# Giovanni Masotti
Giovanni Masotti (Roma, 26 ottobre 1951) è un giornalista italiano.

## Biografia
Inizia l'attività professionale nel 1974 a Momento-sera come cronista. Nell'ottobre 1977 debutta come conduttore del giornale radio di Radio Monte Carlo. Nel 1979 passa alla Nazione di Firenze, dove si occupa di politica locale e nazionale e dove diventa capocronista.
Arriva in Rai nel 1988 quando viene assunto nella sede regionale della Rai di Firenze, dove conduce il TGR Toscana delle 14:00 e delle 19:30, lavorando contemporaneamente per i telegiornali e i radiogiornali nazionali. Nel 1990 passa al TG2 come giornalista parlamentare e dal 1994 al 1997 conduce l'edizione delle 23:30. Successivamente viene nominato caporedattore del politico e nel 2002 diventa vicedirettore del TG2 dal Parlamento.
Del 15 giugno 2003 è la nomina a capo della sede Rai di Bruxelles, dove lavora principalmente per il TG1, coprendo in particolare il semestre di presidenza italiana dell'Unione europea. Nel maggio 2004 diventa vicedirettore di Rai 2 con delega sull'informazione.
Dal 24 settembre al 15 ottobre 2004 conduce Italia sì, Italia no su Rai 2; sulla stessa rete, nel novembre seguente conduce con Daniela Vergara il programma d'informazione Punto e a capo.
Nel 2006 passa alla corrispondenza Rai da Londra, dove rimarrà fino al 2010. Nel 2011 passa alla corrispondenza Rai da Mosca, dove lavora fino al 2014.
Da maggio 2016 torna al TG2 dove lavora come inviato esteri.
Da gennaio 2017 collabora con Videonews e cura servizi per il programma Terra!
Alle elezioni europee del 2024 è candidato con Democrazia Sovrana Popolare in Italia centrale, unica circoscrizione dove la lista è riuscita a presentarsi, raccogliendo solo 36 preferenze e senza risultare eletto.